# Рямовск
Рямовск — исчезнувшая деревня в Куйбышевском районе Новосибирской области. Входила в состав Сергинского сельсовета. Упразднена в 1979 г.

## География
Располагалась у озера Рямовское, в 5 км к северу от села Анган.

## История
Основана в 1908 г. В 1926 году состояла из 54 хозяйств. В составе Анганского сельсовета Барабинского района Барабинского округа Сибирского края.

## Население
По переписи 1926 г. в посёлке Рямовской проживало 246 человек (130 мужчин и 116 женщин), основное население — латыши.